# The Erasure Show - Live in Cologne
Albums de Erasure
Great Hits Live (Live at Great Woods 1997)
(2005) Union Street
(2006)
The Erasure Show - Live in Cologne est le titre d'un DVD du groupe britannique Erasure paru le 31 octobre 2005. Il s'agit d'un concert filmé le 28 mars 2005 à Cologne en Allemagne, dans une salle de 2 000 places (le "E-Werk Köln"), à l'occasion de la tournée promotionnelle pour l'album Nightbird. Des suppléments substantiels viennent s'ajouter au concert.
Il est paru en zone 2 (Europe) en version PAL et en zone 1 (Amérique du Nord) en version NTSC. L'image est au ratio 16/9 tandis que les deux pistes son proposées laissent le choix entre une version Dolby Digital Surround 5.1 et une autre en PCM Stéréo. 
Presque chaque concert européen de la tournée The Erasure Show a également fait l'objet d'une parution en double-CD.

## Classement parmi les ventes de DVD musicaux
| Pays        | Meilleure position |
| ----------- | ------------------ |
| Royaume-Uni | 16                 |
| Allemagne   | inconnu            |

## Ventes
aucun chiffre connu

## Plages du concert
1. Intro (Rock-A-Bye Baby)
2. No Doubt
3. Hideaway
4. Victim Of Love
5. Knocking On Your Door
6. The Circus
7. Breathe
8. Ship Of Fools
9. Drama!
10. All This Time Still Falling Out Of Love
11. Stop!
12. Rapture
13. Ave Maria
14. Breath Of Life
15. A Little Respect
16. I Broke It All In Two
17. Chains Of Love
18. Chorus
19. Love To Hate You
20. Blue Savannah
21. Always
22. Who Needs Love Like That
23. Oh L'Amour
24. I Bet You're Mad At Me
25. Sometimes

## Bonus / Suppléments
- Live à Copenhagen : 3 chansons filmées le 9 juin 2003 à Copenhague (Danemark) lors de la précédente tournée du groupe "The Other Tour", en 2003 :

1. In My Arms
2. Make Me Smile (Come Up And See Me)
3. Piano Song

- Documentaire sur le tournage du concert à Cologne

sous-titrage proposé en allemand, espagnol, français et italien.
- Interview avec Andy Bell et Vince Clarke

sous-titrage proposé en allemand, français, espagnol et italien.
- The Live in Cologne Time Lapse (rétrospective de la journée du concert, avec installation de la salle du concert à très haute vitesse)

- les 3 vidéo-clips promotionnels de l'album Nightbird :

1. Breathe
2. Don't Say You Love Me
3. All This Time Still Falling Out Of Love

## Commentaires
Toutes les chansons figurant sur ce DVD sont composées par Erasure, sauf : 
"Rock-A-Bye Baby" (comptine traditionnelle anglaise).
"Rapture" (du groupe Blondie). 
"Ave Maria" (de Jean-Sébastien Bach et Charles Gounod)
"Who Needs Love Like That" (écrite par Vince Clarke)
"Make Me Smile (Come Up and See Me)" (écrite par Steve Harley).